# 제인 위더스
제인 위더스(영어: Jane Withers, 1926년 4월 12일~2021년 8월 7일)는 미국의 배우, 아역 배우, 텔레비전 배우, 모델, 영화배우, 성우이다. 2002년에 은퇴하였다.

## 영화
- 노틀담의 곱추 2(2001년)
- 노틀담의 꼽추(1996년)
- 몬스터 가족(1964년)
- 캡틴 뉴먼, M.D.(1963년)
- 자이언트(1956년) - 베쉬티 스나이시 역
- 마이 베스트 갤(1944년)
- 노스 스타(1943년)
- 허 퍼스트 보우(1941년)
- 착한 요정(1935년)
- 브라이트 아이즈(1934년)
- 이것이 선물(1934년)
- 슬픔은 그대 가슴에(1934년)